# Raúl Bravo
Raúl Bravo Sanfélix (n. 14 aprilie, 1981 în Gandia, Valencia) este un jucător spaniol de fotbal care joacă la Olympiacos FC. Evoluează de obicei ca fundaș lateral, dar poate evolua și ca fundaș central.